# Санта-Еулалія-Бахера
Санта-Еулалія-Бахера (ісп. Santa Eulalia Bajera) — муніципалітет в Іспанії, у складі автономної спільноти Ла-Ріоха. Населення — 131 осіб (2009).
Муніципалітет розташований на відстані близько 240 км на північний схід від Мадрида, 35 км на південний схід від Логроньйо.

## Демографія
Динаміка населення (INE ):

## Галерея зображень

Розташування муніципалітету
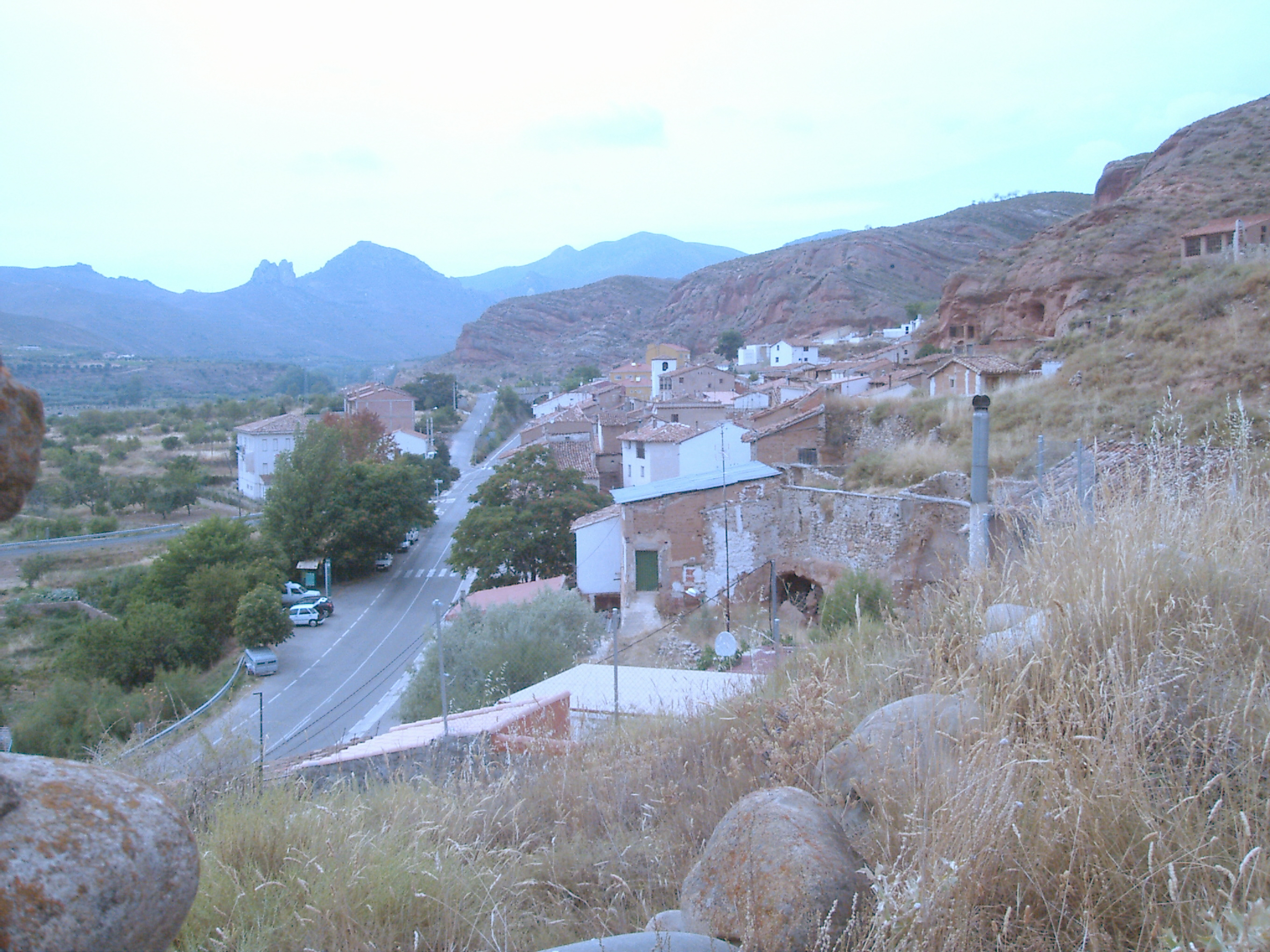
Санта-Еулалія-Бахера